# Hvannadalshnjúkur
Hvannadalshnjúkur è un vulcano situato nella parte sud dell'Islanda. 

## Altezza
Un rilevamento dell'agosto del 2005 ha stabilito la sua altezza a 2.109,6 m, ritoccando così il precedente valore di 2.119 m. È la più alta montagna islandese. 

## Descrizione
Il vulcano fa parte del Parco nazionale Skaftafell ed è la cima più elevata del bordo del cratere del vulcano ricoperto di ghiaccio Öræfajökull, il cui nome significa ghiacciaio del deserto. Venne così denominato dopo una grande eruzione avvenuta nel 1362, che ha distrutto molte fattorie della zona. L'ultima volta che il vulcano ha eruttato è stato nel 1728, e, benché le fattorie siano state ricostruite, questa zona è conosciuta come Öræfi, che significa terreno deserto. È possibile fare escursioni fino alla cima del Hvannadalshnjúkur attraversando il ghiacciaio, ma data la presenza di numerosi crepacci è raccomandato di farsi accompagnare da una guida ufficiale.